# Konduktor
A Konduktor olyan pedagógiai szakember, aki különböző korú (csecsemőktől egészen felnőtt korig) idegrendszeri mozgássérültek komplex fejlesztését teszi lehetővé  pedagógiai, orvostudományi, pszichológiai, filozófiai ismeretei alkalmazásával. Holisztikus (a testet, a szellemet és a lelket egységben vizsgáló) szemléletmóddal közelíti meg a felmerülő nehézségeket, próbálja dinamizálni az egyén tanulási folyamatát és a személyiség teljeskörű fejlesztésére törekszik a nevelés terén.